# 戴荣利
戴荣利（Ronnie Tay），1963年10月2日出生，新加坡华人，2003年至2007年之间担任新加坡共和国海军部队总长，少将军衔，2007年退伍，2007年至2013年之间担任新加坡资讯通信发展管理局总裁，现任新加坡国家环境局总裁。

## 生平
戴荣利早年在新加坡英华中学和英华初级学院念书。1982年，他荣获武装部队海外奖学金，前往英国牛津大学研究工程科学，1985年毕业并获得文学士（一级荣誉）学位。1991年，他上新加坡指挥与参谋学院主办的指挥与参谋课程。1996年，他获得武装部队研究生奖学金，前往美国麻省理工学院研究管理学，一年后毕业并获得理学硕士学位。2007年退伍后，他到法国欧洲工商管理学院上高级管理课程。
戴荣利于1981年12月加入新加坡武装部队，在海军部队工作，曾担任过以下职务：迅速军阀号指挥官（1988年）、海狮号指挥官（1992年）、海军情报处处长（1994年）、海军188中队指挥官（1997年）、第一分遣队司令（1998年）、海军舰队司令（1999年）和海军作战处处长（2000年－2001年）。2001年7月1日，他升级到准将，同月20日被任命为海军参谋长。2003年4月1日，他接替吕德耀当海军总长，同年7月1日从准将升级至少将，2007年8月31日退伍。
戴荣利在2007年11月至2013年6月之间担任新加坡资讯通信发展管理局总裁。2013年7月1日，他被任命为新加坡国家环境局总裁。与此同时，他也是以下机构的董事会、政务会等的成员：媒体发展管理局、新加坡科技研究局、南洋理工大学国立教育学院、新加坡电脑协会、新加坡管理大学信息系统学院等等。
戴荣利已婚，有二子。他曾获得的奖勋包括行政功绩奖章 (金，武装部队)（2005年）和长期服务奖章（武装部队）（2007年）。